# Mornariški helikopter
Mornariški helikopter je vrsta vojaškega helikopterja, ki je namenjen za delovanje na morju; vojne ladje predstavljajo njihovo letalsko bazo.
Uporabljajo se za:
- lov na podmornice (protipodmorniški helikopter),
- napade na jurišne čolne,
- SAR operacije,
- oskrbo ladij.